# Гуака
Гуака (исп. Guaca) — город и муниципалитет в северо-восточной части Колумбии, на территории департамента Сантандер. Входит в состав провинции Гарсия-Ровира.

## История
Поселение, из которого позднее вырос город, было основано Ортуном Веласкесом 12 апреля 1553 года.

## Географическое положение

Муниципалитет Гуака

Город расположен в восточной части департамента, в горной местности Восточной Кордильеры, на расстоянии приблизительно 36 километров к юго-востоку от города Букараманги, административного центра департамента. Абсолютная высота — 2305 метров над уровнем моря.
Муниципалитет Гуака граничит на западе с территорией муниципалитета Санта-Барбара, на юго-западе — с муниципалитетом Пьедекуэста, на юге — с муниципалитетом Сепита, на юго-востоке и востоке— с муниципалитетом Сан-Андрес, на северо-востоке — с муниципалитетом Серрито, на севере — с территорией департамента Северный Сантандер. Площадь муниципалитета составляет 382 км².

## Население
По данным Национального административного департамента статистики Колумбии, совокупная численность населения города и муниципалитета в 2015 году составляла 6395 человек.
Динамика численности населения муниципалитета по годам:
| 2005 | 2006 | 2007 | 2008 | 2009 | 2010 | 2011 | 2012 | 2013 | 2014 | 2015 |
| ---- | ---- | ---- | ---- | ---- | ---- | ---- | ---- | ---- | ---- | ---- |
| 6916 | 6878 | 6822 | 6761 | 6708 | 6647 | 6599 | 6546 | 6491 | 6447 | 6395 |

Согласно данным переписи 2005 года мужчины составляли 51,8 % от населения Гуаки, женщины — соответственно 48,2 %. В расовом отношении всё население города составляли белые и метисы.
Уровень грамотности среди всего населения составлял 87,6 %.

## Экономика
Основу экономики Гуаки составляет сельское хозяйство.
60,1 % от общего числа городских и муниципальных предприятий составляют предприятия торговой сферы, 23,6 % — предприятия сферы обслуживания, 16,3 % — промышленные предприятия.

## Транспорт
Через город проходит национальное шоссе № 55ST (исп. Ruta Nacional 55ST).